# عبد الله الإحقاقي
الميرزا عبد الله الحائري الإحقاقي (1963) أحد مراجع الفرقة الشيخية الإحقاقية، وهي إحدى الفرق الشيعية الإثني عشرية.

## النشأة
ولد الميرزا عبد الله بن ميرزا عبد الرسول بن ميرزا حسن بن ميرزا موسى بن ميرزا محمد باقر بن الآخوند ملا محمد سليم الإحقاقي الحائري الأسكوئي في أسكو سنة 1963 ميلادي في مدينة تبريز مركز محافظة اذربيجان في شمال غرب إيران، وأكمل دراسته الابتدائية والمتوسطة بين عامي 1970 - 1978 في مدرسة مسمي بسعدي، وبعد اكتمال دراسته الابتدائية – التحق بمدرسة المنصور التي تعتبر أوسع وأكبر مدارس تبريز وأتم الثانوية هناك في فرع الرياضيات عام 1981 ميلادي، وفي ذلك الزمن درس مقدمات العلوم والمعارف الأدبية وأيضاً السطوح في الفقه والأصول على يد والده المرجع الديني الميرزا عبد الرسول الحائري الاحقاقي في مدرسة حجة الإسلام جنب مسجد حجة الإسلام (جهل ستون) في تبريز، ونظراً لحصول الثورة في إيران في العام 1979 انخرط لأداء الخدمة العسكرية الإجبارية، وبعد إفراغها تزوج في عام 1984 ميلادي ثم هاجرت عائلته إلى العاصمة طهران في عام 1988 وإستفاد هناك من علوم جدُه المرجع الديني الميرزا حسن الحائري الاحقاقي حيناً بعد حين.

## الشهادة الجامعية
تقدم للدراسة الجامعية، فقبل في كلية الإلهيات في جامعة طهران ليحصل في عام 2001 على شهادة البكالوريوس في فرع الفقه ومبادئ الحقوق الإسلامية.

## أساتذته
واستمرت دراسته في العلوم الدينية وغيره بصور متفرقة على يد أبيه ورجال الدين الآخرين منهم:
1- المصطفوي (عميد كلية الإلهيات)
2- الطهراني
3- الرضواني
4- الدكتور محقق داماد
5- هاشمي متولي الحوزة العلمية (القائم)
6- الدكتور آذرتوش
(في الفقة والأصول والقواعد الفقية والمعارف الأدبية وخارج الفقة والأصول - البحث الخارج - وغيره)

## شهادة العلماء فيه
فقد لقبه جده الامام المصلح المرجع الديني الكبير آية الله المعظم الميرزا حسن الحائري الاحقاقي بـ«الحكيم الإلهي والفقيه الرباني»، وشهد له والده المرجع الديني ميرزا عبدالرسول الحائري الإحقاقي، بقوله «وهو مجتهد مطلق، وتقليده فخر ومفخره للمؤمنين والمؤمنات، وحفظ للمقلدين»

## مؤلفاته
1. العبد الصالح الإمام موسى بن جعفر عليه السلام
2. النور المبين في فضائل المعصومين
3. لحن القول في علم الحديث
4. حوار حول المرجعية المباركة